# تاي فارمرز بانك
تاي فارمرز بانك ناد كرة قدم في تايلاند بطل دوري أبطال آسيا لكرة القدم مواسم 1994، 1994–95
من انجازات النادي على المستوى القاري تحقيق لقب الكأس الأفروآسيوية للأندية مرة واحدة والوصافة مرة واحدة.
| 1994 | تاي فارمرز بانك | نادي الزمالك    | 1-2 و0-1 | القاهرة وبانكوك |
| 1995 | الترجي التونسي  | تاي فارمرز بانك | 2-0 و2-0 | سوفنبوري وتونس  |